# Petrov (Blansko)
Petrov (in tedesco Petrow) è un comune della Repubblica Ceca facente parte del distretto di Blansko, in Moravia Meridionale.